# Rallye Monte Carlo 2006

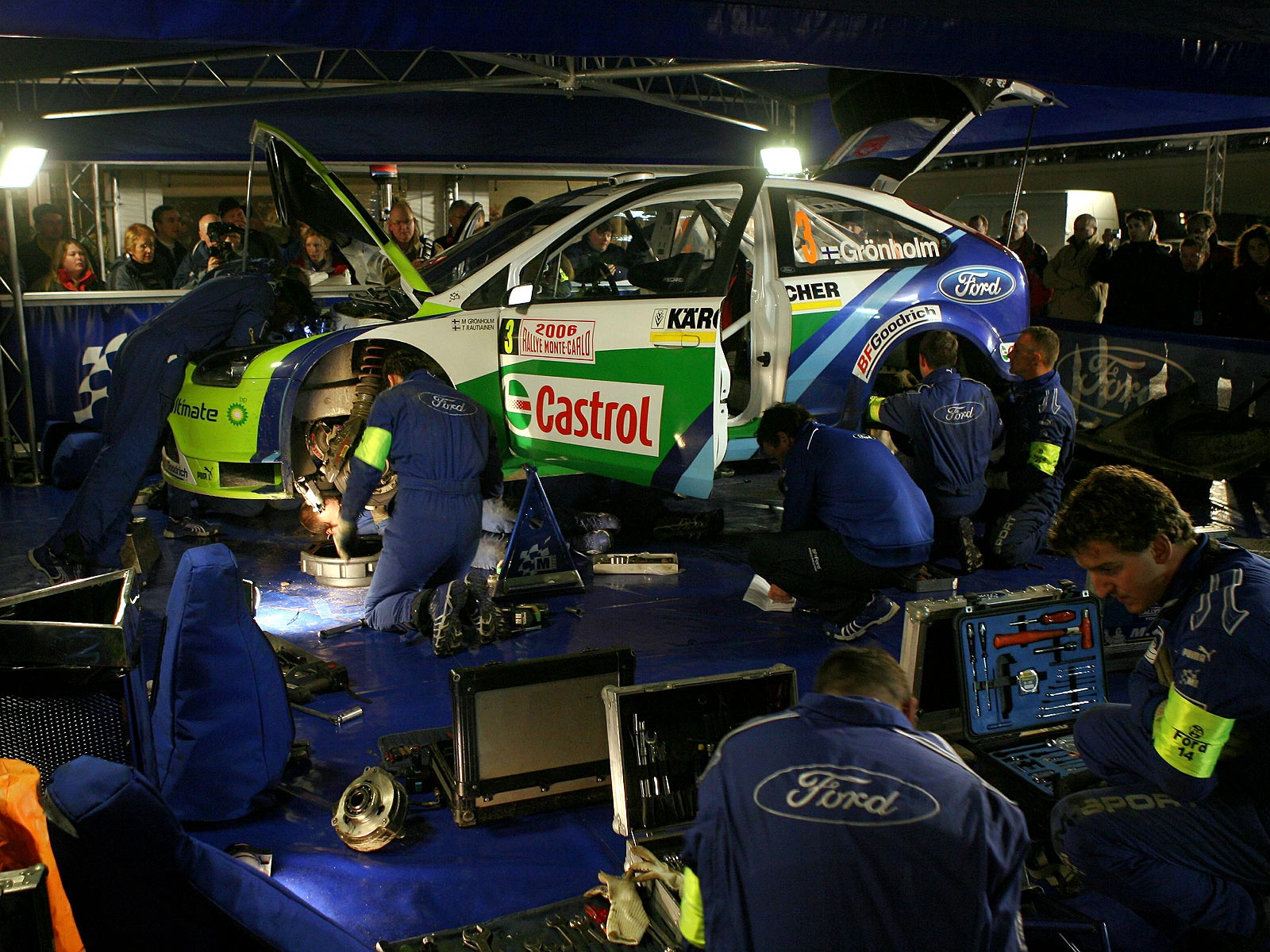
Der Ford Focus RS WRC im Service-Park der Rally Monte Carlo.

Die 74. Rallye Monte Carlo wurde vom 20. bis 22. Januar 2006 ausgetragen. Insgesamt beinhaltete die Rallye 18 Wertungsprüfungen über 366,39 Kilometern. Die 23,22 und die 18,73 Kilometer lange 3. und 11. Wertungsprüfung wurde abgesagt.

## Klassifikationen

### Endergebnis
| Rang   | Fahrer             | Co-Pilot         | Auto                      | Zeit      | Rückstand | Punkte |
| ------ | ------------------ | ---------------- | ------------------------- | --------- | --------- | ------ |
| WRC    |                    |                  |                           |           |           |        |
| 01     | Marcus Grönholm    | Timo Rautiainen  | Ford Focus RS WRC 06      | 4:11:43.9 |           | 10     |
| 02     | Sébastien Loeb     | Daniel Elena     | Citroën Xsara WRC         | 4:12:45.7 | 01:01.8   | 8      |
| 03     | Toni Gardemeister  | Jakke Honkanen   | Peugeot 307 WRC           | 4:13:07.0 | 01:23.1   | 6      |
| 04     | Manfred Stohl      | Ilka Minor       | Peugeot 307 WRC           | 4:13:26.2 | 01:42.3   | 5      |
| 05     | Stéphane Sarrazin  | Stéphane Prévot  | Subaru Impreza WRC 2006   | 4:15:04.1 | 03:20.2   | 4      |
| 06     | Chris Atkinson     | Glenn MacNeall   | Subaru Impreza WRC 05     | 4:16:46.3 | 05:02.4   | 3      |
| 07     | Mikko Hirvonen     | Jarmo Lehtinen   | Ford Focus RS WRC 06      | 4:18:03.4 | 06:19.5   | 2      |
| 08     | Dani Sordo         | Marc Marti       | Citroën Xsara WRC         | 4:18:59.1 | 07:15.2   | 1      |
| PWRC   |                    |                  |                           |           |           |        |
| 1 (17) | Fumio Nutahara     | Daniel Barritt   | Mitsubishi Lancer Evo IX  | 4:37:59.1 |           | 10     |
| 2 (21) | David Higgins      | Ross Butler      | Mitsubishi Lancer Evo VII | 4:44:30.9 | 06:31.8   | 8      |
| 3 (29) | Nasser Al-Attiyah  | Chris Patterson  | Subaru Impreza            | 4:55:13.2 | 17:14.1   | 6      |
| 4 (39) | Stefano Marrini    | Tiziana Sandroni | Mitsubishi Lancer Evo VII | 5:08:59.1 | 31:00.0   | 5      |
| 5 (41) | Jari-Matti Latvala | Miikka Anttila   | Subaru Impreza            | 5:12:08.5 | 34:09.4   | 4      |

### Wertungsprüfungen
| Tag            | WP   | Name                           | Länge    | Gewinner          | Co-Pilot        | Zeit     | ø km/h    | Leader          |
| -------------- | ---- | ------------------------------ | -------- | ----------------- | --------------- | -------- | --------- | --------------- |
| Tag 1 20. Jan. | WP1  | St Sauveur Sur Tinee – Beuil 1 | 22,22 km | Sébastien Loeb    | Daniel Elena    | 15:14.0  | 87,6 km/h | Sébastien Loeb  |
| Tag 1 20. Jan. | WP2  | Guillaumes – Valberg 1         | 13,60 km | Marcus Grönholm   | Timo Rautiainen | 9:37.2   | 84,8 km/h | Sébastien Loeb  |
| Tag 1 20. Jan. | WP3  | Pierlas – Ilonse 1             | 23,22 km | abgesagt          | abgesagt        | abgesagt | abgesagt  | Sébastien Loeb  |
| Tag 1 20. Jan. | WP4  | St. Sauveur Sur Tinee – Beui 2 | 22,22 km | Sébastien Loeb    | Daniel Elena    | 14:43.9  | 90,5 km/h | Sébastien Loeb  |
| Tag 1 20. Jan. | WP5  | Guillaumes – Valberg 2         | 13,60 km | François Duval    | Patrick Pivato  | 9:43.3   | 83,9 km/h | Sébastien Loeb  |
| Tag 1 20. Jan. | WP6  | Pierlas – Ilonse 2             | 23,22 km | Marcus Grönholm   | Timo Rautiainen | 18:47.6  | 74,1 km/h | Marcus Grönholm |
| Tag 2 21. Jan. | WP7  | Sigale                         | 22,54 km | Sébastien Loeb    | Daniel Elena    | 16:50.4  | 80,3 km/h | Marcus Grönholm |
| Tag 2 21. Jan. | WP8  | St. Antonin – Toudon 1         | 20,22 km | Sébastien Loeb    | Daniel Elena    | 14:41.2  | 82,6 km/h | Marcus Grönholm |
| Tag 2 21. Jan. | WP9  | La Tour Sur Tinee – Utelle 1   | 18,73 km | Sébastien Loeb    | Daniel Elena    | 15:41.5  | 71,6 km/h | Marcus Grönholm |
| Tag 2 21. Jan. | WP10 | St. Antonin – Toudon 2         | 20,22 km | Sébastien Loeb    | Daniel Elena    | 14:21.2  | 84,5 km/h | Marcus Grönholm |
| Tag 2 21. Jan. | WP11 | La Tour Sur Tinee – Utelle 2   | 18,73 km | abgesagt          | abgesagt        | abgesagt | abgesagt  | Marcus Grönholm |
| Tag 2 21. Jan. | WP12 | La Bollene Vesubie – Sospel 1  | 31,25 km | Sébastien Loeb    | Daniel Elena    | 24:03.1  | 78,0 km/h | Marcus Grönholm |
| Tag 3 22. Jan. | WP13 | Col de Braus – La Cabanette 1  | 12,60 km | Sébastien Loeb    | Daniel Elena    | 12:16.2  | 61,6 km/h | Marcus Grönholm |
| Tag 3 22. Jan. | WP14 | Col St. Roch – Lantosque 1     | 14,45 km | Toni Gardemeister | Jakke Honkanen  | 11:20.0  | 76,5 km/h | Marcus Grönholm |
| Tag 3 22. Jan. | WP15 | La Bollene Vesubie – Sospel 2  | 31,25 km | Sébastien Loeb    | Daniel Elena    | 24:07.0  | 77,7 km/h | Marcus Grönholm |
| Tag 3 22. Jan. | WP16 | Col de Braus – La Cabanette 2  | 12,60 km | Sébastien Loeb    | Daniel Elena    | 11:38.5  | 64,9 km/h | Marcus Grönholm |
| Tag 3 22. Jan. | WP17 | Col St. Roch – Lantosque 2     | 14,45 km | Manfred Stohl     | Ilka Minor      | 10:56.4  | 79,3 km/h | Marcus Grönholm |
| Tag 3 22. Jan. | WP18 | La Bollene Vesubie – Sospel 3  | 31,25 km | Manfred Stohl     | Ilka Minor      | 23:02.8  | 81,4 km/h | Marcus Grönholm |

### Gewinner Wertungsprüfungen
| WP                         | Anzahl | Fahrer            | Auto              |
| -------------------------- | ------ | ----------------- | ----------------- |
| 1, 4, 7–10, 12, 13, 15, 16 | 10     | Sébastien Loeb    | Citroën Xsara WRC |
| 2, 6                       | 2      | Marcus Grönholm   | Ford Focus RS WRC |
| 17–18                      | 2      | Manfred Stohl     | Peugeot 307 WRC   |
| 14                         | 1      | Toni Gardemeister | Peugeot 307 WRC   |
| 5                          | 1      | François Duval    | Škoda Fabia WRC   |

### Fahrer-WM nach der Rallye
| Pos. | Fahrer            | Punkte |
| ---- | ----------------- | ------ |
| 1    | Marcus Grönholm   | 10     |
| 2    | Sébastien Loeb    | 8      |
| 3    | Toni Gardemeister | 6      |
| 4    | Manfred Stohl     | 5      |
| 5    | Stéphane Sarrazin | 4      |

### Team-Weltmeisterschaft
| Pos. | Team               | Punkte |
| ---- | ------------------ | ------ |
| 1    | Ford WRT           | 14     |
| 2    | Kronos Citroën WRT | 11     |
| 3    | Peugeot Norway     | 6      |
| 4    | Subaru WRT         | 5      |